# Luís José de Carvalho e Melo Filho
Luís José de Carvalho e Melo Filho, segundo visconde com grandeza da Cachoeira, (1808 —  1827) foi um nobre brasileiro.
Foi filho de Luís José de Carvalho e Melo, primeiro visconde de Cachoeira, e de sua mulher Ana Vidal Carneiro da Costa. Morreu solteiro.